# Oskar Hürsch
Oskar Hürsch (* 4. Juni 1892 in Chur; † 26. Juli 1979 in Winterthur) war ein Schweizer Theologe, Politiker und Redakteur.

## Leben
Oskar Hürsch kam 1892 als fünfter Sohn von Otto Hürsch und Ida nat. Müller zur Welt. Wie sein Vater, der vom Aargau nach Chur gekommen war, war auch Oskar Hürsch reformierter Bürger von Zofingen.
Oskar Hürsch studierte zwischen 1912 und 1917 Theologie in Basel, Marburg, Berlin und Zürich. Nach seiner Ordination 1917 war er als Erzieher in Jena tätig. 1918 bis 1920 diente er der Kirchgemeinde Töss-Veltheim-Wülflingen als Pfarrhelfer, bevor er 1920 Pfarrer in Oftringen wurde. In erster Ehe heiratete er 1919 Martha Huber. Über seinen Schwiegervater und Namensvetter Oskar Huber kam Hürsch in Kontakt mit dem Winterthurer Landboten. Als Huber 1928 verstarb, kam Hürsch als Redakteur dazu und war ab 1933 Chefredakteur des Winterthurer Landboten. Dies sollte er bis 1958 bleiben.
Zwischen 1934 und 1946 war er für die Demokratische Partei (DP) im Grossen Gemeinderat und von 1936 bis 1955 im Zürcher Kantonsrat. Von 1939 bis 1951 präsidierte er die DP des Kantons Zürichs. Oskar Hürsch unterstützte die Fusion der DP mit der FDP des Kantons Zürichs und ebenfalls die Umwandlung des Landboten von einer Parteizeitung zu einer Forumszeitung.
1976 heiratete er in zweiter Ehe Luisa Morath. Oskar Hürsch war ein Pionier des Natur- und Landschaftsschutzes. Er kämpfte gegen die Kraftwerke Rheinau und Spöl und war 1960 erster Präsident des Rheinaubundes. Beide Projekte wurden jedoch umgesetzt, der Spöl ist seit 1970 ein Restwasserbach.